# Campeonato Mundial de Piragüismo en Maratón de 2006
El XIV Campeonato Mundial de Piragüismo en Maratón se celebró en Trémolat (Francia) entre el 22 y el 23 de septiembre de 2006 bajo la organización de la Federación Internacional de Piragüismo (ICF).

## Resultados

### Masculino
| Evento | Oro                                                                    | Plata                                                | Bronce                                               |
| ------ | ---------------------------------------------------------------------- | ---------------------------------------------------- | ---------------------------------------------------- |
| C1     | Edvin Csabai · Hungría · 2:13:33,000                                   | José Alfredo Bea · España · 2:13:42,000              | Bertrand Hemonic Francia 2:15:47,000                 |
| C2     | Edvin Csabai · Attila Gyore · Hungría · 2:05:59,000                    | Ramón Ferro · Óscar Graña · España · 2:06:11,000     | Nuno Barros Jose Sousa Portugal 2:07:35,000          |
| K1     | Shaun Rubenstein Reino Unido 2:33:35,000                               | Manuel Busto Fernández · España · 2:33:36,000        | Emilio Merchán · España · 2:33:36,000                |
| K2     | Manuel Busto Fernández · Oier Aizpurua Aranzadi · España · 2:23:23,000 | Shaun Rubenstein Shaun Biggs Reino Unido 2:23:24,000 | Tamas Homoki · Attila Jambor · Hungría · 2:23:24,000 |

### Femenino
| Evento | Oro                                                  | Plata                                                | Bronce                                                |
| ------ | ---------------------------------------------------- | ---------------------------------------------------- | ----------------------------------------------------- |
| K1     | Anna Hemmings Reino Unido 2:11:11,000                | Renáta Csay · Hungría · 2:11:17,000                  | Beatriz Gomes Portugal 2:11:30,000                    |
| K2     | Anne Lolk Thomsen Mette Barfod Dinamarca 2:02:32,000 | Renáta Csay · Vivien Follath · Hungría · 2:02:32,000 | Berenike Faldum · Agnes Szabo · Hungría · 2:04:28,000 |

## Medallero
| Núm. | País        | Oro | Plata | Bronce | Total |
| ---- | ----------- | --- | ----- | ------ | ----- |
| 1    | Hungría     | 2   | 2     | 2      | 6     |
| 2    | España      | 1   | 3     | 1      | 5     |
| 3    | Sudáfrica   | 1   | 1     | 0      | 2     |
| 4    | Dinamarca   | 1   | 0     | 0      | 1     |
| 4    | Reino Unido | 1   | 0     | 0      | 1     |
| 6    | Portugal    | 0   | 0     | 2      | 2     |
| 7    | Francia     | 0   | 0     | 1      | 1     |
|      | TOTAL       | 6   | 6     | 6      | 18    |